# Xã Oblong, Quận Crawford, Illinois
Xã Oblong (tiếng Anh: Oblong Township) là một xã thuộc quận Crawford, tiểu bang Illinois, Hoa Kỳ. Năm 2010, dân số của xã này là 2.789 người.